# Conferência da Paz de Genebra (1991)
A Conferência de Paz de Genebra foi realizada em 9 de janeiro de 1991, para encontrar uma solução pacífica para a ocupação iraquiana do Kuwait, a fim de evitar uma guerra entre o Iraque e a coalizão apoiada pelos Estados Unidos. O ministro das Relações Exteriores do Iraque, Tariq Aziz, representou o Iraque, enquanto o secretário de Estado dos Estados Unidos, James Baker, foi o representante dos Estados Unidos. Com quase sete horas de duração, ambas as partes se recusaram a retomar suas posições iniciais. O Iraque se recusou a se retirar do Kuwait ocupado, enquanto os Estados Unidos e seus aliados continuaram a exigir a retirada imediata do Iraque. A reunião foi a iniciativa final que acabou levando à Guerra do Golfo.

## Resultado
A reunião de Genebra não resultou em nenhum progresso significativo em direção a uma resolução para a ocupação iraquiana do Kuwait. Tariq Aziz tinha pouco poder para mudar a posição do Iraque e era obrigado a defender a posição inicial de Saddam. Saddam usou a conferência para fins de propaganda dentro do Iraque, enquanto os Estados Unidos usaram a reunião para mostrar ao mundo que levavam a sério a resolução da crise sem ação militar e para notificar Saddam o que aconteceria se ele não removesse o exército iraquiano do Kuwait. A reunião preparou o terreno para o que viria a ser conhecido como Guerra do Golfo ou Operação Tempestade no Deserto. Os países árabes insistiram para que os Estados Unidos implementassem a Resolução 678 e ofereceram seu apoio econômico, político e militar na execução de todas as resoluções relativas à ocupação do Kuwait.
Após a reunião, Aziz explicou à mídia que o Iraque queria uma solução pacífica para os problemas da região, mas não pode ser apenas sobre a ocupação do Kuwait, deve incluir a ocupação de Gaza, a Cisjordânia e as Colinas de Golã. A reação de Baker após a reunião foi que o Iraque não estava disposto a cumprir as resoluções das Nações Unidas e que estava disposto a continuar sua ocupação atual do Kuwait.  Baker tinha poucas esperanças de que outra coisa senão uma ação militar removeria o Iraque do Kuwait. Embora pouco tenha sido realizado no encontro, foi um encontro histórico em que os dois países se encontraram cara a cara. Ambos os países mantiveram suas posições firmes e isso deu ao mundo uma última esperança de uma solução pacífica.